# كارلوس ماتا ماتا فيغيروا
كارلوس ماتا ماتا فيغيروا (بالإسبانية: Carlos Mata Figueroa) هو سياسي فنزويلي، ولد في 30 أكتوبر 1957 في نويفا إسبارتا في فنزويلا. حزبياً، نشط في الحزب الاشتراكي الموحد الفنزويلي. وقد انتخب عضو مجلس نواب فنزويلا.